# Violetta Villas (album 1986)
Violetta Villas - album Violetty Villas z 1986 roku będący reedycją albumu z 1966 roku. 

## Lista utworów - LP (Pronit PLP0041)
Strona A
1. Do Ciebie, Mamo 4:22
2. Józek 2:30
3. Granada 4:54
4. Jak Nazwać Miłość 4:02
5. Jak Nie To Nie 4:00
6. Uśmiechem Miłość Się Zaczyna 3:06

Strona B
1. Ave Maria No Morro 5:56
2. Przyjdzie Na To Czas 3:19
3. Spójrz Prosto W Oczy 4:30
4. Nie Myśl O Mnie Źle 2:58
5. Wiedz O Mnie Wszystko 3:17
6. Nie Jestem Taka Zła 2:34